# Robert Grözinger
Robert Grözinger (* 1965) ist ein libertärer deutscher Publizist und Übersetzer.

## Leben
Grözinger studierte Volkswirtschaftslehre an der Technischen Universität Braunschweig und der Gottfried Wilhelm Leibniz Universität Hannover (Diplom-Ökonom). Danach wurde er Wirtschaftslehrer und arbeitete als Übersetzer in England. Er übersetzte Bücher aus dem Englischen u. a. Der amerikanische Demokrat von James Fenimore Cooper, Eine feste Burg. Die Geschichte der Deutschen von Steven Ozment und Ayn Rand. Ihr Werk von Tibor R. Machan. Außerdem ist er seit 2001 als freier Autor der Zeitschrift eigentümlich frei tätig.

## Schriften (Auswahl)
- Wer ist Ron Paul? Der Kandidat aus dem Internet. (= Lichtschlag, Nr. 10). Lichtschlag Medien und Werbung, Grevenbroich 2008, ISBN 978-3-939562-06-1.
- Jesus, der Kapitalist. Das christliche Herz der Marktwirtschaft. FBV, München 2012, ISBN 978-3-89879-711-5.